# Église Saint-Casimir de South Bend
L'église Saint-Casimir est une église catholique historique de la ville de South Bend aux États-Unis. Elle dépend du diocèse de Fort Wayne-South Bend.

## Historique

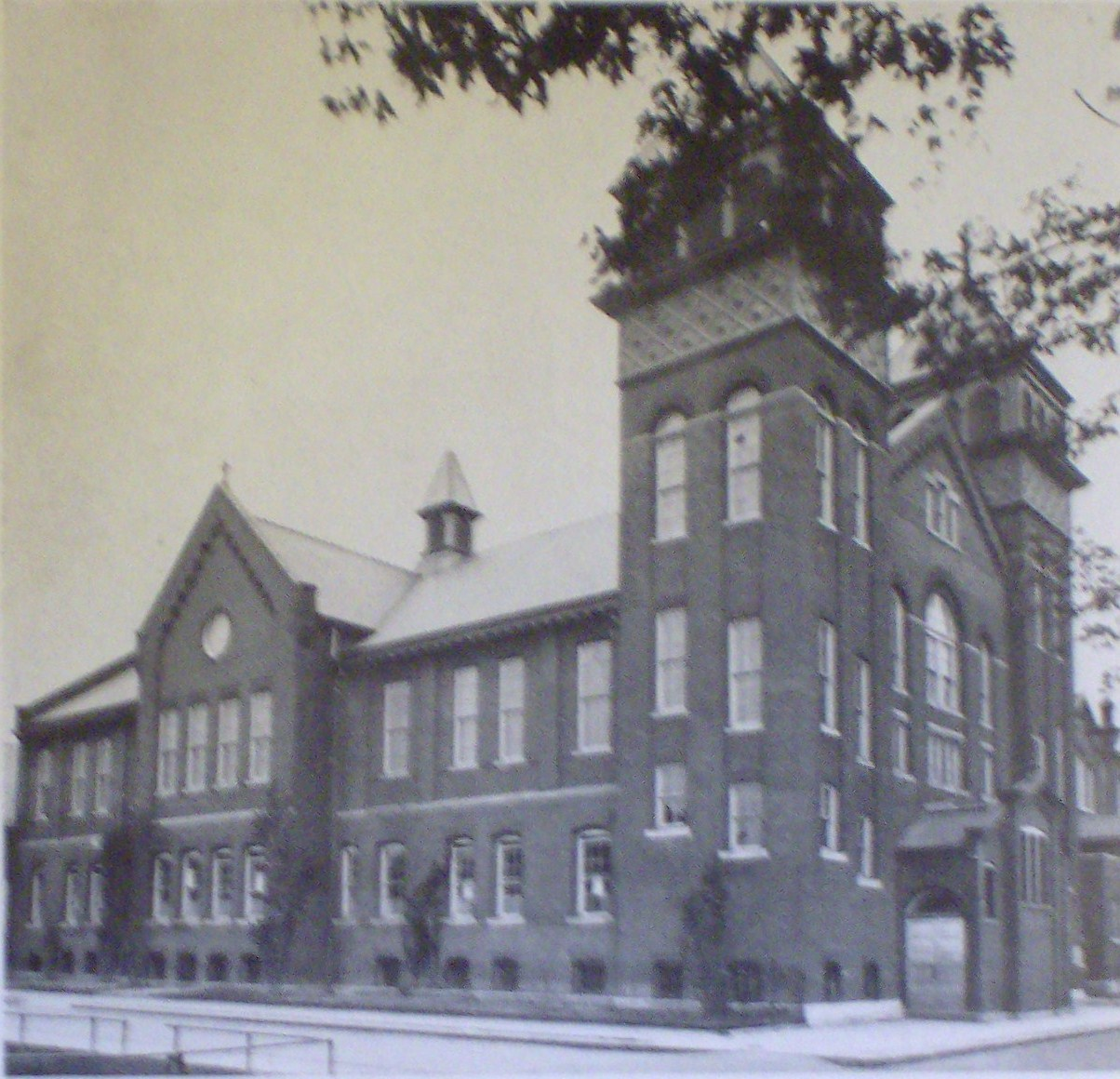
L'ancienne église Saint-Casimir avec l'école

La paroisse a été fondée en 1898 par des émigrants polonais et administrée dès l'origine par des prêtres polonais de la congrégation de Sainte-Croix. C'est la deuxième paroisse des quatre paroisses fondées par cette communauté à South Bend. La première église consacrée le 4 mars 1899 se présente sous la forme d'un bâtiment massif de briques à deux tours jumelles, comprenant en un seul tenant l'école Saint-Casimir (primaire et secondaire) et l'église elle-même. L'école primaire, ouverte la même année, est tenue par les religieuses de la Sainte-Famille de Nazareth et comprend plus de six cents élèves en 1910. Les leçons, qui commencent par une messe chaque jour de la semaine, sont données en polonais et en anglais.
Une nouvelle église est construite en 1924 en style néoroman italien. Elle est consacrée le 15 novembre 1925 par le nouvel évêque, Mgr Noll. La plupart des paroissiens sont des ouvriers d'usines automobiles, comme la Studebaker Automobile Corporation (qui employait plus de vingt-six mille ouvriers à la fin des années 1920) ou la Oliver Farm Equipment Company, ou sont des ouvriers d'autres secteurs industriels.

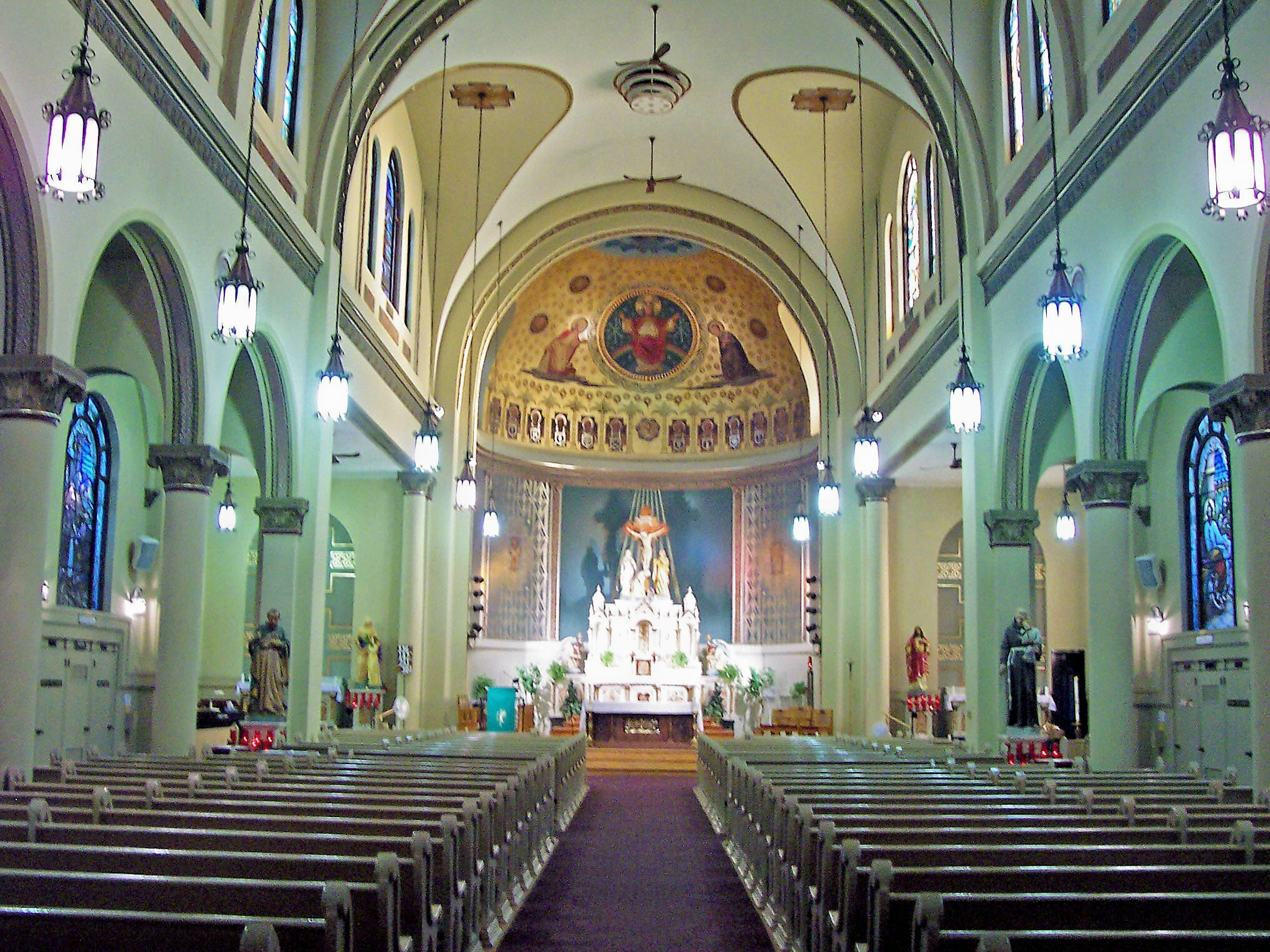
Intérieur de l'église : on remarque la fresque de l'abside représentant le Christ Roi flanqué de saint Casimir et de saint Stanislas Kostka.

La grande crise de 1931-1932 (consécutive au krach financier de 1929) provoque un chômage massif dû à la fermeture de nombre d'usines, ce qui influe sur la vie de la paroisse. La situation se renverse au début des années 1940 avec la Seconde Guerre mondiale qui relance l'économie américaine. La paroisse fête son jubilé d'or en 1949 avec faste.
Les années 1970 marquent le début d'un changement définitif avec l'arrivée proggressive d'immigrants mexicains et sud-américains et le départ de familles d'origine polonaises remplacées en partie par des familles noires. De plus la révolution morale de cette époque provoque la baisse de la pratique et la chute des vocations. L'école paroissiale ferme en 1975 (elle ne comptait plus que 156 élèves), l'équipe paroissiale fusionne en 1994 avec celle voisine de Saint-Étienne (qui ferme en 2003), puis fusionne avec celle de Saint-Adalbert. Le presbytère est vendu en 2005 aux Sœurs féliciennes. La messe de onze heures le dimanche est désormais en espagnol, tandis que celle de neuf heures et demie est toujours en anglais.
L'église, qui a été construite selon les plans du cabinet d'architectes Worthmann & Steinbach, est réputée pour ses fresques intérieures et ses vitraux et se trouve inscrite au rang le plus élevé de la Historic Preservation Commission.
La paroisse s'efforce de faire perdurer les traditions polonaises, notamment pour le grand dîner de la Saint-Nicolas et la fête de saint Casimir, le 4 mars.